# Karl Becker (Fußballspieler)
Karl Becker (* 9. November 1902 in Neustadt an der Rems; † 13. Juli 1942 in Bol Werejka, Woronesch) war ein deutscher Fußballspieler und Fußballtrainer.
Der Linksaußen spielte seit 1923 für die erste Mannschaft des VfB Stuttgart. Er kam in der Bezirksliga Württemberg/Baden bei 153 Einsätzen für die Stuttgarter auf 33 Treffer. Zudem war Becker in der Gauliga Württemberg 20 Mal für die Stuttgarter im Einsatz und erzielte dabei 14 Tore. Er wurde mit dem VfB unter anderem Württembergisch-badischer Meister 1927 und Württembergischer Meister 1930. 1939 war Becker von März bis April Trainer des VfB Stuttgart.